# Погари (Московская область)
Погари (ранее Местечко Погари) — деревня в Серпуховском районе Московской области. Входит в состав Данковского сельского поселения (до 29 ноября 2006 года входила в состав Арнеевского сельского округа).

## Население
| 2002 | 2006 | 2010 |
| ---- | ---- | ---- |
| 12   | ↗14  | ↗15  |

## География
Погари расположены примерно в 21 км (по шоссе) на северо-восток от Серпухова, у границы со Ступинским районом, высота центра деревни над уровнем моря — 178 м.